# Jan Fingerland
Jan Fingerland (* 27. března 1972 Karlovy Vary) je český publicista, novinář, rozhlasový komentátor a spisovatel.

## Život
Studoval politologii, filozofii a religionistiku v Praze, Yorku, Stockholmu a Jeruzalémě. Působí na rozhlasové stanici Český rozhlas Plus, kde připravuje pořad Názory a argumenty.
Působí jako zahraničněpolitický komentátor Českého rozhlasu. Jeho specializací je Blízký východ. Jako publicista je autorem článků z oblasti kultury, dějin a náboženství.
Roku 2024 obdržel jako první novinář nově zřízenou Cenu Daniela Anýže za zahraniční zpravodajství, udělovanou Nadací OSF, za své důkladné analýzy a zasazování jevů a událostí do srozumitelných kontextů.
Během války v Pásmu Gazy se coby zahraničněpolitický komentátor Českého rozhlasu často ke konfliktu na Blízkém východu vyjadřoval. Některými médii, například Deníkem Alarm, byl kritizován za nekritické opakování narativu izraelské vlády a za relativizaci věrohodnosti jiných pozvaných komentátorů k tématu, později i z relativizace a ospravedlňování válečných zločinů páchaných izraelskou armádou . Kritizoval zahraniční média na Západě, která podle něj jsou ve vleku narativu „válku zastavit za každou cenu“. Hájil tím válečný cíl izraelské vlády zničit Hamás za každou cenu. Ve vlastním komentáři napsal, že západní státy kritické k Izraeli nerozumí tamnímu konfliktu. Dodal, že se Hamásu s pomocí obrazů z války podařilo podrýt mezinárodní podporu Izraele. Při kritice části západních států také napsal: „V části západního světa se podařilo rozšířit přesvědčení, že Izrael je jakýmsi epicentrem světového zla.“ Novinářka Saša Uhlová o Fingerlandovi napsala, že je „jedním z mistrů odvádění pozornosti“ a že „doslova každý Fingerlandův text k tématu je perlou, která by vyžadovala uvedení na pravou míru“.

## Dílo
- Hebrejky: Biblické matky, démonky, královny i milenky. [s.l.]: Pražské příběhy, 2022. 312 s. ISBN 978-80-9087-350-6.[10][11]